# 1201년

## 연호
- 남송(南宋) 가태(嘉泰) 원년
- 금(金) 태화(泰和) 원년
- 일본(日本) 쇼지(正治) 3년 / 겐닌(建仁) 원년
- 서하(西夏) 천경(天慶) 8년
- 리 왕조(李朝) 티엔뜨자투이(天資嘉瑞) 16년

## 기년
- 남송(南宋) 영종(寧宗) 7년
- 금(金) 장종(章宗) 12년
- 고려(高麗) 신종(神宗) 4년
- 서하(西夏) 환종(桓宗) 8년
- 리 왕조(李朝) 고종(高宗) 26년

## 사건
- 쟈무카가 구르칸으로 선출되다.